# Guvernementet Archangelsk
Guvernementet Archangelsk var det största och nordligaste guvernementet i det egentliga Ryssland
Det begränsades i norr av Norra ishavet och Vita havet, i öster av Sibiriska guvernementet Tobolsk,
i söder av guvernementet Olonets och Vologda samt i väster av
Finland. Arealen (inklusive ön Novaja Zemlja)
utgjorde 858 930 km2 (omkring 1/11 av hela Europa).
346 536 invånare (1897). Landet hade Sibiriens polarkaraktär.
Höga berg fanns inte, men väl stora floder, såsom Petsjora, Mesen, Onega, Dvina m. fl., samt omkring 1 100 större och mindre sjöar. Norra delen av detta vidsträckta område var ett öde, ofruktbart och för odling otillgängligt stäppland, uppfyllt av mossbevuxna, nästan alltid tillfrusna moras, s. k. "tundror".
Den fåtaliga befolkningens enda näringskällor var fiske samt jakt på fågel och
pälsdjur. Fjällräven och vargen förekom i mängd,
hermelin, utter, mård och ekorre däremot sällan.
Betydlig fångst av sälar, valrossar och delfiner.
Landets södra del var mera gynnad av naturen.
Väldiga skogar av både löv- och barrträd finnas där,
och säd, potatis, ärter m. m. odlades, fastän otillräckligt för landets behov. De fruktbara ängarna lämpade sig förträffligt till boskapsskötsel. Ungefär 5/8 av
Archangelsks hela yta var fullkomligt oduglig mark, en tredjedel var skog. Vintern räckte 8 månader.
Befolkningen bestod av samojeder, ostjaker och syrjäner i öster, samer
i väster och, mellan dem alla, inströdda koloniserande
ryssar. All industri och handel har samlat sig i städerna, förnämligast i huvudstaden Archangelsk samt i
Onega, Mezen och Kola.

## Källa
Den här artikeln är helt eller delvis baserad på material från Nordisk familjebok, Archangelsk, 1904–1926.